# Jacques Marie Eugène Godefroy Cavaignac

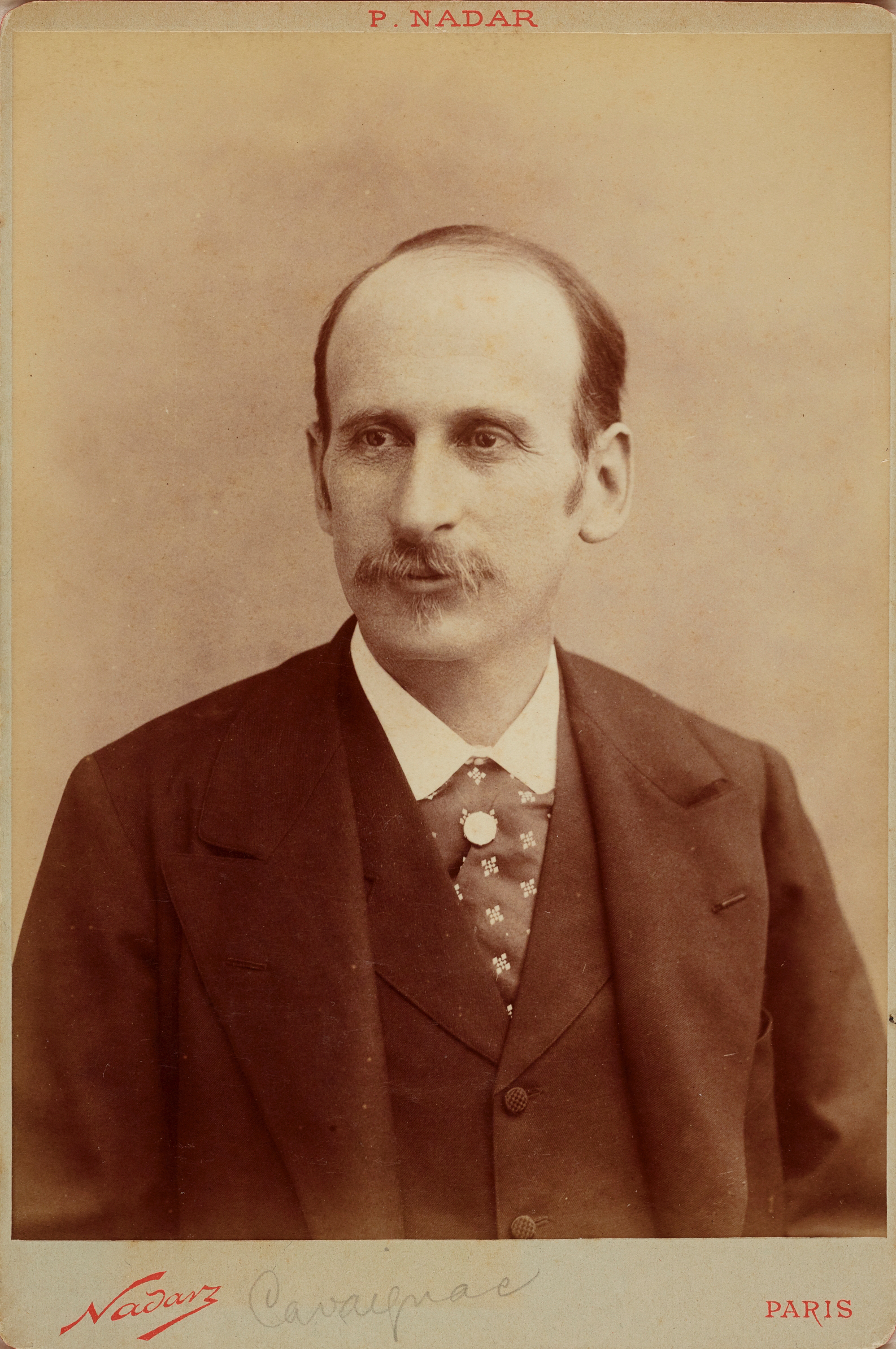
Jacques Marie Eugène Godefroy Cavaignac

Jacques Marie Eugène Godefroy Cavaignac (Parijs, 21 mei 1853 - Flée, 24 september 1905) was een Frans ingenieur en politicus. Hij was de zoon van generaal Louis Eugène Cavaignac, die in 1848 premier en waarnemend staatshoofd was geweest.
De jonge Cavaignac studeerde technische wetenschappen aan het Lycée Charlemagne. Net als zijn vader was hij republikein. In 1867 won hij een prijs, maar hij weigerde die uit handen van kroonprins Napoleon Eugène Lodewijk Bonaparte in ontvangst te nemen.
Tijdens de Frans-Duitse Oorlog (1870-1871) onderscheidde Cavaignac zich als garde mobile. In 1872 zette hij zijn studie technische wetenschappen aan de École polytechnique en werkte daarna als civiel ingenieur. In 1881 werd hij ambtenaar bij de Raad van State en in 1882 werd hij voor het departement Sarthe in de Franse Nationale Vergadering gekozen. Aanvankelijk was hij gematigd republikein, later werd hij behoudender.
Cavaignac was van 1885 tot 1886 onderstaatssecretaris van Oorlog in het eerste kabinet-Brisson en werd in 1892 minister van Marine en Koloniën in het kabinet-Loubet. Van 1 november 1895 tot 29 april 1896 was Cavaignac minister van Oorlog in het kabinet van Léon Bourgeois.

## Dreyfus-affaire
Hij werd na de verkiezingen van mei 1898 voor een tweede maal minister van oorlog in het tweede kabinet-Brison. In juli 1898 verscheen hij voor de Nationale Vergadering en las ervoor uit een tot dan toe geheim document waaruit bleek dat de Joodse kapitein Alfred Dreyfus schuldig was aan spionage voor de Duitsers. De socialist Jean Jaurès toonde echter in een reeks lange artikelen onder de titel Les Preuves (de bewijzen) in zijn krant La Petite République aan dat deze documenten waren vervalst. Cavaignac was onder de indruk van de artikelen van Jaurès en stelde een onderzoek in. De documenten bleken inderdaad vervalst te zijn. Op 30 augustus 1898 verscheen Cavaignac opnieuw voor de Nationale Vergadering en maakte bekend dat de documenten waren vervalst door majoor Hubert-Joseph Henry. Ofschoon een hernieuwd onderzoek naar Dreyfus' schuld een logische stap zou zijn, weigerde Cavaignac dit in te stellen en op 5 september 1898 trad hij af. Pas onder premier René Waldeck-Rousseau (1899-1902) werd een nieuw onderzoek ingesteld waaruit ten slotte bleek dat Dreyfus onschuldig was.
Na zijn aftreden als minister schaarde Cavaignac zich in de Nationale Vergadering aan de zijde der nationalisten en bleef geloven in Dreyfus' schuld. Hij werd spoedig de leider der nationalisten en een van de voornaamste aanhangers van de Ligue de la Patrie Française. In 1899 was hij kandidaat voor de presidentsverkiezingen van dat jaar, maar werd verslagen door Émile Loubet. Hij overleed op 24 september 1905 op het familiekasteel Ourne te Flée.